# Суй-чэньская война
Суй-чэньская война (кит. 隋灭陈之战) — война государства (династии) Суй против Чэнь с целью объединения Китая, шедшая в 588—590 гг.

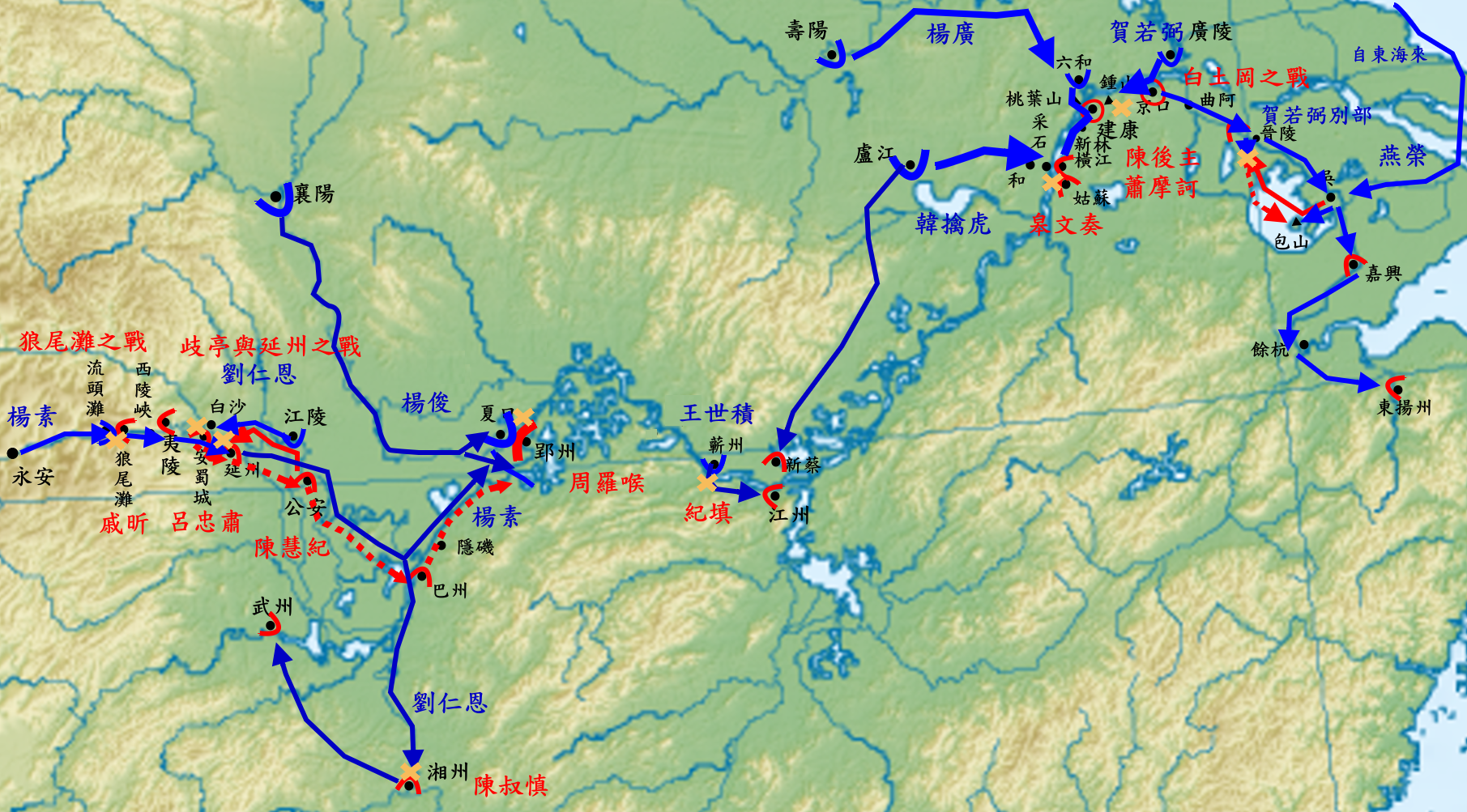
Суй-чэньская война. Ход боевых действий

Основным содержанием внешней политики императора Суй Вэнь-ди в первые годы царствования стала подготовка к «объединительной войне» против южнокитайского государства (династии) Чэнь.
В 588 году Вэнь-ди объявил о начале кампании против Чэнь. В 3-м месяце он издал указ, оповещая подданных о «20 злодеяниях», совершенных императором Чэнь Шубао. 30 тысяч копий указа разослали повсеместно в землях к югу от Янцзы.
В 10-м месяце 588 года Вэнь-ди поставил Ян Су и своих сыновей Цзинь-вана Ян Гуана (будущего императора Ян-ди) и Цинь-вана Ян Цзюня во главе трех походных армий и велел им выступить в направлении столицы Чэнь — Цзянькана. Одновременно к южной границе двинулись силы под командованием генералов Лю Жэньэня, Ван Шицзи, Хань Циньху и Хэжо Би. Главнокомандующим над сухопутными силами, общая численность которых составила 518 тысяч человек, был назначен Ян Гуан. Военная мощь династии Чэнь была очень слабой и оценивалась всего в 100 000 человек.
Большим преимуществом армии Суй была мощная речная эскадра, в состав которой входили флагман «Уя» («Пятизубец»), способный перевозить до 800 человек, и еще несколько крупных боевых кораблей. Во главе суйского флота стоял его создатель Ян Су. В 12-м месяце 588 года он выступил из Санься (пров. Хубэй) вниз по Янцзы, последовательно сокрушая корабли и береговые форпосты Чэнь, и вскоре в районе нынешней Ухани соединился с силами Ян Гуана, одновременно с Ян Су продвигавшегося по левому берегу Янцзы. Весной 589 года войска Хэжо Би, форсировав Янцзы в Гуанлине (пров. Цзянсу), вступили на территорию Чэнь, а армия Хань Циньху - в Цайши (пров. Аньхой). Не встретив серьезного сопротивления, они окружили Цзянькан.
Битва за столицу Чэнь оказалась почти бескровной. Чэньские военачальники понимали абсолютное боевое преимущество противника и настроение собственных властей. Южные ворота столицы перед суйской армией открыл без боя генерал Жэнь Чжун, который так объяснил это своим подчиненным: «Старшие уже сдались, стоит ли солдатам сражаться?» Без особого труда преодолев сопротивление Сяо Мохэ, последнего верного Чэнь военачальника, 10 февраля 589 года генерал Хэжо Би вошел в Цзянькан и захватил в плен императора, спрятавшегося с двумя наложницами в пересохшем колодце. Вскоре Чэнь Шубао препроводили в только что отстроенную новую столицу Суй город Дасинчэн, где он прожил под домашним арестом вплоть до своей смерти в 604 году.
Вскоре войска Чэнь в разных местах либо сдались, либо оказали сопротивление и были уничтожены. Дольше других сопротивлялась область Линнань, находившаяся под управлением госпожи Сянь, но и она была вынуждена в августе 590 года согласиться на присоединение к Суй.
В итоге император Суй смог относительно легко добиться объединения страны. Покорение юга было осуществлено без большого кровопролития, и Вэнь-ди стал первым за почти 400 лет правителем, чья власть распространилась на весь Китай.